# Fellins krets

Fellins krets läge i guvernementet Livland.

Fellins krets (estniska: Viljandi kreis, tyska: Fellinsche Kreis, ryska: Феллинский уезд), var en av nio kretsar som guvernementet Livland i Kejsardömet Ryssland var indelat i. Den var belägen i den norra delen av guvernementet, ett område som idag utgör en del av södra Estland. Huvudort var Viljandi (tyska: Fellin).
Området motsvarar större delen av det nuvarande landskapet Viljandimaa samt delar av Järvamaa, Jõgevamaa och Valgamaa.

## Socknar
- Helme socken
- Kolga-Jaani socken
- Kõpu socken
- Paistu socken
- Pilistvere socken
- Põltsamaa socken
- Suure-Jaani socken
- Tarvastu socken
- Viljandi socken